# Stupné
Stupné (in ungherese Osztopna) è un comune della Slovacchia facente parte del distretto di Považská Bystrica, nella regione di Trenčín.